# Артемидина корона
Артемидина корона је корона (облик рељефа) на површини планете Венере, на континенту Афродита тера. Објекат се налази на координатама од 35°S и 135°E.
Са пречником од 2.600 км највећа је то корона на површини ове планете. Готово у целости је окружен дубоким Артемидиним кањоном. Име је добила по грчкој богињи лова Артемиди.
Артемидина корона се умногоме разликује од сличних објеката овог типа и због своје морфологије сматра се неуобичајеном појавом. Претпоставља се да је настала као последица снажне тектонске активности. У њеној структури издвајају се типични грабени и извијени лукови који се високо издижу изнад околног земљишта. За разлику од осталих корона ова није издигнута него се налази у просеку до 4 км испод околног земљишта. Вертикална разлика између највише и најниже тачке на овој формацији је око 7,5 км.